# 小行星4499
小行星4499（4499 Davidallen）是一颗绕太阳运转的小行星，为主小行星带小行星。该小行星于1989年1月4日发现。

## 轨道参数
小行星4499的轨道半长轴为3.1702169 UA，离心率为0.168。